# Guido delle Colonne
Guido delle Colonne (Guido de Columna, o Guidonis de Columna) (Roma o Messina, vers 1210 - ?, després de 1287) fou un jurista i poeta de l'escola siciliana.

## Biografia
Com passa amb altres exponents de l'escola siciliana, no es tenen massa dades sobre la seva vida, més enllà d'algunes traces documentals que situen la seva activitat entre el 1243 i el 1280.
Consta que anà a Anglaterra per visitar-hi el rei Eduard I.
Fou jutge de Messina de 1257 a 1280.

## Obres
S'han conservat cinc cançons seves, de les quals la més coneguda és la "Amor che l'aigua per lo foco lassi", conservada en el manuscrit Vaticano-Latino 3793, i que és citada per Dante en el De Vulgari Eloquentia (II, vi, 6).
Se'l considera autor de la Historia Troiana (que traduí lliurement del Roman de Troie i que acabà el 1287), commissionada per Matteo della Porta, bisbe de Salern.
Aquesta obra fou traduïda al català pel membre de la Cancelleria reial Jaume Conesa. Al seu torn, aquesta traducció catalana de l'obra de Guido, les Històries troianes, tingué una gran influència i un paper central en la construcció del Tirant lo Blanc.